# 6085 Fraethi
6085 Fraethi è un asteroide della fascia principale. Scoperto nel 1987, presenta un'orbita caratterizzata da un semiasse maggiore pari a 2,3067444 UA e da un'eccentricità di 0,1384245, inclinata di 6,64834° rispetto all'eclittica.